# Ілуксте
І́луксте (латис. Ilūkste, нім. Illuxt) — місто на південному сході Латвії. Адміністративний центр колишнього Ілукстського краю.

## Назва
- Ілуксте (латис. Ilūkste;  вимова)
- Іллукст, Іллюкст (нім. Illuxt), або Іллоксен (нім. Illoxen)
- Алукста (лит. Alūksta)

## Географія
Розташоване на південному сході країни, на обох берегах річки Ілуксте, за декілька кілометрів від Західної Двіни.

## Клімат
| Кліматограма Ілуксте | Кліматограма Ілуксте | Кліматограма Ілуксте | Кліматограма Ілуксте | Кліматограма Ілуксте | Кліматограма Ілуксте | Кліматограма Ілуксте | Кліматограма Ілуксте | Кліматограма Ілуксте | Кліматограма Ілуксте | Кліматограма Ілуксте | Кліматограма Ілуксте |
| --- | -------------------- | -------------------- | -------------------- | -------------------- | -------------------- | -------------------- | -------------------- | -------------------- | -------------------- | -------------------- | -------------------- |
| С | Л                    | Б                    | К                    | Т                    | Ч                    | Л                    | С                    | В                    | Ж                    | Л                    | Г                    |
| 53 −3 −7 | 47 −2 −7             | 47 4 −4              | 49 11 2              | 71 17 8              | 83 20 12             | 85 23 15             | 83 21 14             | 65 16 10             | 65 9 4               | 56 4 1               | 52 0 −3              |
| Середня макс. і мін. температури повітря (°C) Атмосферні опади (мм), за рік : 756 мм. Джерело: «Climate-Data.org» (англ.) |                      |                      |                      |                      |                      |                      |                      |                      |                      |                      |                      |

## Історія
Ілуксте вперше згадується близько 1550 року як містечко на землях Шлоссбергського маєтку графів Зібергів. Ремісничо-торгове містечко було засноване на правому березі річки Лукшта (Лукста, нині Ілуксте), від якої містечко дістало свою назву. 

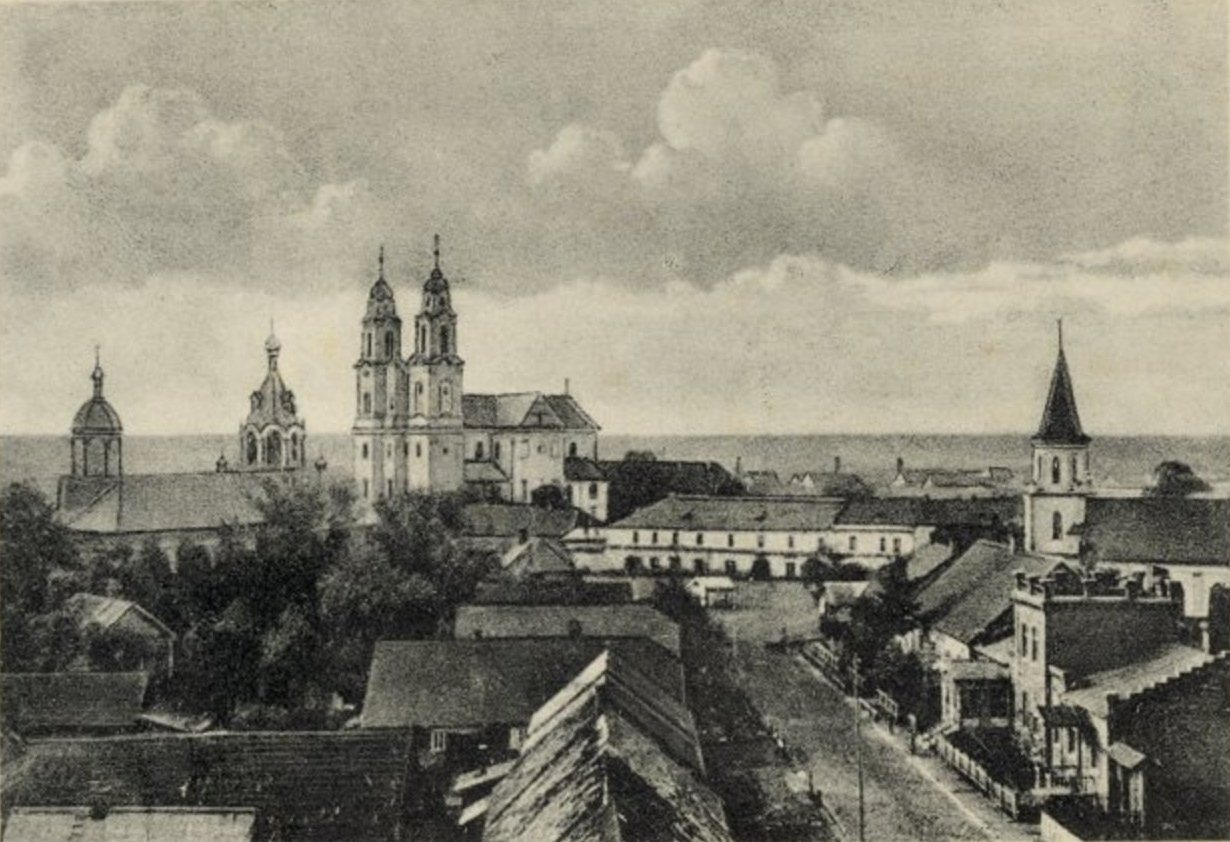
Ілуксте у 1915 році

До 1795 року Ілуксте входило до складу Курляндського герцогства, васальної держави Речі Посполитої. Перший навчальний заклад в містечку — латинська школа — відкрита в 1596 році. У 1754-1769 роках єзуїтами була побудована нова католицька церква в стилі бароко, яка до руйнування в Першій світовій війні була одним з найбільших католицьких храмів Балтії. З 1795 року Ілуксте є центром Ілукстського повіту Курляндської губернії Росії.
У роки Першої світової війни в 1915 році сильно постраждав від військових дій при обороні Даугавпілса, 10 жовтня 1915 року залишений Російською армією після вуличних боїв з німецькими військами, фронт встановився східніше Ілукста і позиційно простояв в 1915-1918 роках. В ході військових дій була зруйнована католицька церква, монастир і житлові будинки. У 1917 році містечку присвоєний статус міста.
Після утворення Латвійської Республіки місто було перейменоване в Ілуксте. У 1-й республіці був повітовим містом, центром Ілукстського повіту. У червні 1941 року зайнятий німецькими військами, в липні 1944 року звільнений. З 1 січня 1950 року був центром Ілукстського району. Після укріплення районів 18 грудня 1962 року увійшов до складу Даугавпілського району. У 2003 році під час латвійської адміністративно-територіальної реформи у складі Даугавпілського району був утворений Ілукстський край з центром в Ілуксте.

## Населення
Напередодні Першої світової війни в Ілуксте мешкало понад 4 тисячі осіб. На 1 липня 2009 року населення становить 2 829 осіб, з них: латиші — 55 %, росіяни — 22 %, поляки — 15 %, білоруси — 3 %, інші — 5 %.
| Рік  | Чисельність | Чисельність |
| ---- | ----------- | ----------- |
| 1897 | 3652        | [ 4 ]       |
| 1920 | 457         | [ 4 ]       |
| 1959 | 2680        | [ 4 ]       |
| 1970 | 3145        | [ 4 ]       |
| 1979 | 3131        | [ 4 ]       |
| 1989 | 3340        | [ 4 ]       |
| 1991 | 3300        | [ 4 ]       |
| 2000 | 2983        | [ 4 ]       |

| Рік  | Чисельність | Чисельність |
| ---- | ----------- | ----------- |
| 2001 | 2957        | [ 4 ]       |
| 2002 | 2979        | [ 4 ]       |
| 2003 | 2985        | [ 4 ]       |
| 2004 | 2940        | [ 4 ]       |
| 2005 | 2910        | [ 4 ]       |
| 2006 | 2933        | [ 4 ]       |
| 2007 | 2929        | [ 4 ]       |
| 2008 | 2901        | [ 4 ]       |

| Рік  | Чисельність | Чисельність |
| ---- | ----------- | ----------- |
| 2009 | 2850        | [ 4 ]       |
| 2010 | 2829        | [ 4 ]       |
| 2011 | 2792        | [ 4 ]       |
| 2012 | 2538        | [ 4 ]       |
| 2013 | 2537        | [ 4 ]       |
| 2014 | 2458        | [ 4 ]       |
| 2015 | 2459        | [ 4 ]       |
| 2016 | 2381        | [ 5 ]       |

| Рік  | Чисельність | Чисельність |
| ---- | ----------- | ----------- |
| 2017 | 2365        | [ 6 ]       |
| 2019 | 2253        | [ 7 ]       |
| 2020 | 2216        | [ 8 ]       |
| 2021 | 2169        | [ 9 ]       |
| 2022 | 2119        | [ 10 ]      |
| 2023 | 2171        | [ 11 ]      |
| 2024 | 2082        | [ 12 ]      |

| Рік  | Чисельність | Чисельність |
| ---- | ----------- | ----------- |
| 1897 | 3652        | [ 4 ]       |
| 1920 | 457         | [ 4 ]       |
| 1959 | 2680        | [ 4 ]       |
| 1970 | 3145        | [ 4 ]       |
| 1979 | 3131        | [ 4 ]       |
| 1989 | 3340        | [ 4 ]       |
| 1991 | 3300        | [ 4 ]       |
| 2000 | 2983        | [ 4 ]       |

| Рік  | Чисельність | Чисельність |
| ---- | ----------- | ----------- |
| 2001 | 2957        | [ 4 ]       |
| 2002 | 2979        | [ 4 ]       |
| 2003 | 2985        | [ 4 ]       |
| 2004 | 2940        | [ 4 ]       |
| 2005 | 2910        | [ 4 ]       |
| 2006 | 2933        | [ 4 ]       |
| 2007 | 2929        | [ 4 ]       |
| 2008 | 2901        | [ 4 ]       |

| Рік  | Чисельність | Чисельність |
| ---- | ----------- | ----------- |
| 2009 | 2850        | [ 4 ]       |
| 2010 | 2829        | [ 4 ]       |
| 2011 | 2792        | [ 4 ]       |
| 2012 | 2538        | [ 4 ]       |
| 2013 | 2537        | [ 4 ]       |
| 2014 | 2458        | [ 4 ]       |
| 2015 | 2459        | [ 4 ]       |
| 2016 | 2381        | [ 5 ]       |

| Рік  | Чисельність | Чисельність |
| ---- | ----------- | ----------- |
| 2017 | 2365        | [ 6 ]       |
| 2019 | 2253        | [ 7 ]       |
| 2020 | 2216        | [ 8 ]       |
| 2021 | 2169        | [ 9 ]       |
| 2022 | 2119        | [ 10 ]      |
| 2023 | 2171        | [ 11 ]      |
| 2024 | 2082        | [ 12 ]      |

## Інфраструктура

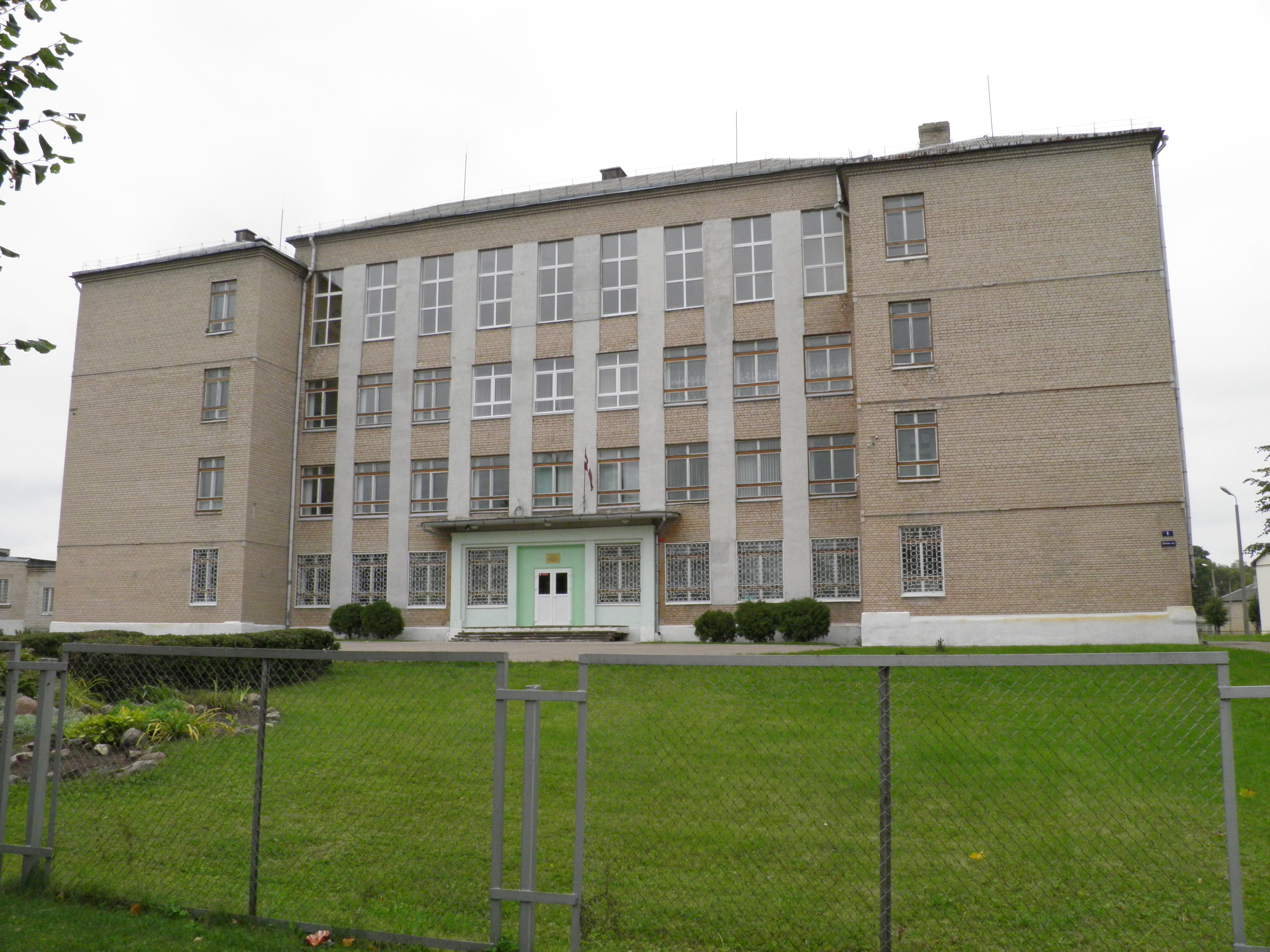
Ілукстська школа

У місті є автобусна станція, дві середні, музична і спортивна школи, міська бібліотека, центр культури, футбольний стадіон, римо-католицька, лютеранська, православна і старообрядницька церкви. На річці розташована мала ГЕС. До 2000-х років в місті розташовувалася лікарня. У місті, біля середньої школи № 1, в 1990 році встановлений пам'ятник латиському поетові і громадському діячеві Райнісу, присутньому на відкритті школи в 1927 році. (скульптор Індуліс Фолкманіс)
Місто в церковному відношенні входить в Єлгавську єпархію римо-католицької церкви Латвії.

## Спорт
Футбольні команди: — «Зібенс/Земессардзе» і ФК «Ілуксте/ДЮСШ».